# Политотдельский (Тюменская область)
Политотдельский — посёлок в Сладковском районе Тюменской области России. Входит в состав Менжинского сельского поселения.

## География
посёлок находится на юго-востоке Тюменской области, в пределах юго-западной части Западно-Сибирской низменности, в подзоне южной лесостепи, у озера Кичигино, на расстоянии примерно 32 километров (по прямой) к северо-западу от села Сладкова, административного центра района. 

### Климат
Климат резко континентальный с холодной продолжительной зимой и тёплым относительно коротким летом. Средняя температура воздуха самого холодного месяца (января) — −17,2 °C (абсолютный минимум — −43 °C); самого тёплого месяца (июля) — 22 °C (абсолютный максимум — 40 °С). Среднегодовое количество атмосферных осадков составляет 373 мм, из которых большая часть выпадает в тёплый период.

## Население
| 2010 |
| ---- |
| 80   |

### Национальный состав
Согласно результатам переписи 2002 года, в национальной структуре населения русские составляли 63 % из 128 чел.